# Broń termobaryczna

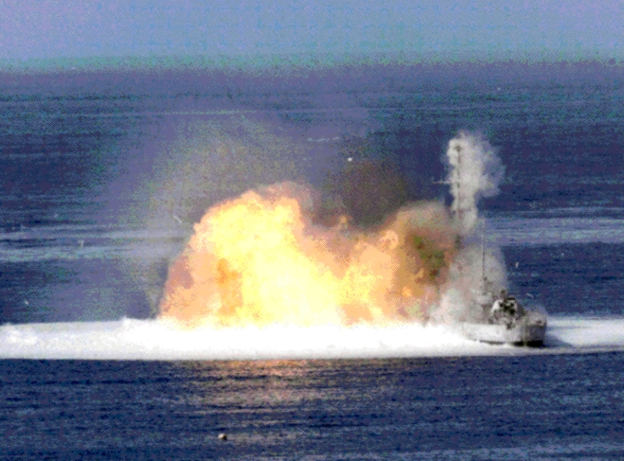
Testowy wybuch bomby paliwowo-powietrznej drugiej generacji w pobliżu okrętu (1972)

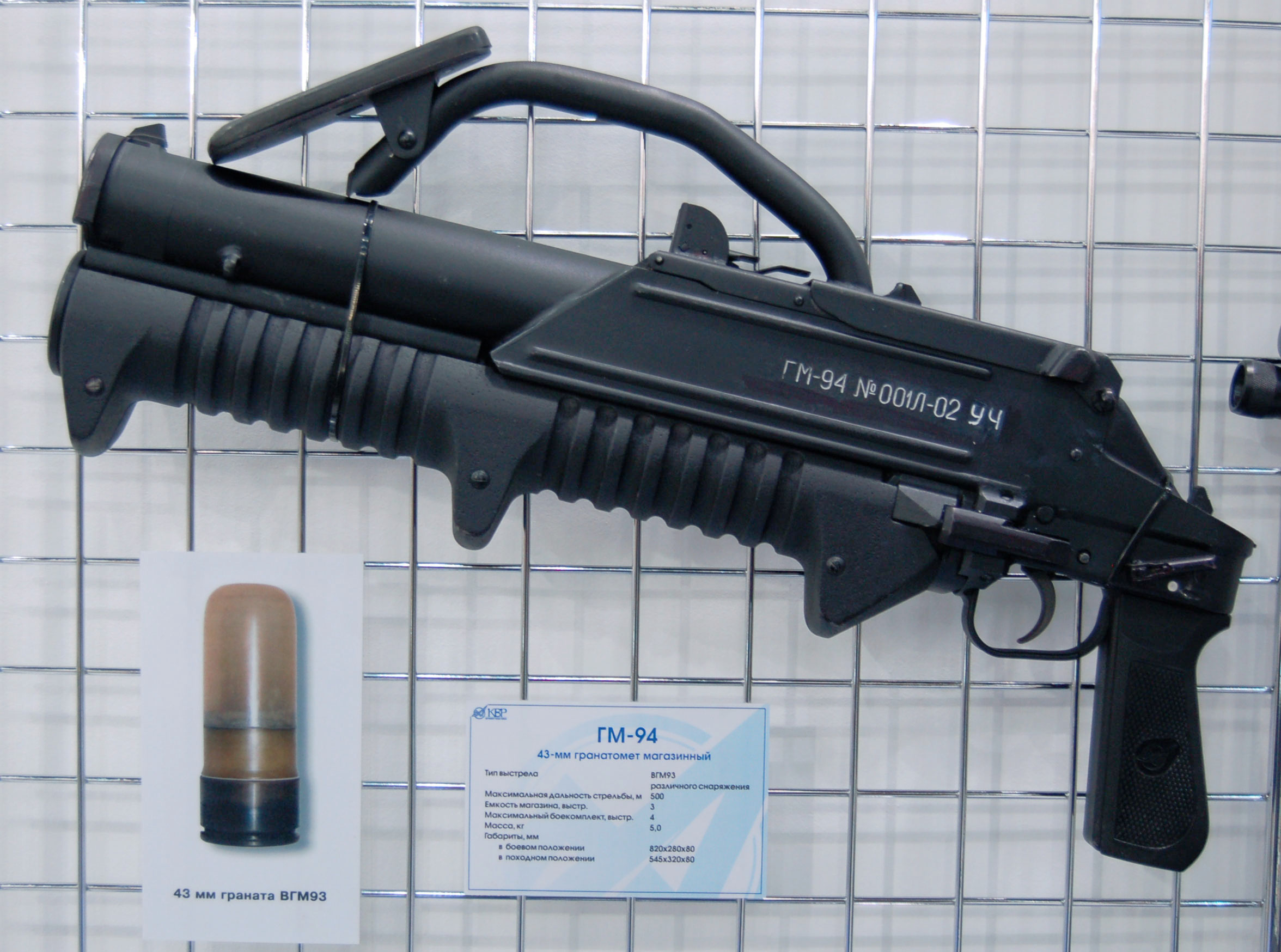
GM-94 prezentowany na MAKS Airshow 2009

Broń termobaryczna (ang. TBX) – określenie obejmujące szereg różnego rodzaju bomb, które charakteryzuje tworzenie fali wybuchu o niższej amplitudzie nadciśnienia, ale o znacznie dłuższym czasie trwania w porównaniu z punktowym wybuchem materiału wybuchowego, oraz wytworzenie wysokiej temperatury w dość dużym obszarze. Bomby termobaryczne należą do przestrzennych materiałów wybuchowych, które charakteryzują się przebieganiem zjawisk wybuchu w dużym obszarze. Rozprzestrzenienie materiału wybuchowego w powietrzu umożliwia wykorzystanie tlenu z powietrza do spalania paliwa (materiału wybuchowego).
Trwający ponad kilkadziesiąt milisekund wzrost ciśnienia wywołuje podmuch oraz spadek ciśnienia. Wzrost, a jeszcze bardziej następujący po nim spadek ciśnienia, jest ważnym czynnikiem rażenia bomb termobarycznych, dlatego zwane są bombami próżniowymi. Dłużej trwająca fala uderzeniowa przenika do obszarów za przeszkodami, wnika przez otwory okienne i drzwiowe do budynków i rozprzestrzenia się wzdłuż korytarzy, stanowiąc zagrożenie dla ludzi chroniących się w budynkach, bunkrach, jaskiniach i tunelach. Wybuch ładunku termobarycznego nie wybija dziury w ścianie, tak jak to robi punktowy ładunek wybuchowy, ale ją przewraca. Bomby termobaryczne zabijają skokiem ciśnienia. Aby zabić człowieka krótkotrwającym wybuchem (1 ms) konieczny jest skok ciśnienia około 250 kPa, ale jeżeli nadciśnienie jest podtrzymywane przez 20 ms to wystarczy ciśnienie około 70 kPa.
Broń termobaryczna obejmuje bomby paliwowo-powietrzne (ang. fuel-air explosives FAE), w których wytwarzana jest chmura palnego ośrodka i następnie detonacja mieszaniny paliwowo-powietrznej oraz metalizowane materiały wybuchowe (ang. metal augmented charge MAC), w których rozszerzająca się „kula ognia” wykorzystuje tlen z powietrza do spalania rozproszonych proszków metali.

## Nazewnictwo
W literaturze nie ma jednolitości co do zakresu stosowania nazwy termobaryczny (materiał wybuchowy, bomba, wybuch) i bomba paliwowa. W jednych publikacjach przestrzenne materiały wybuchowe dzieli się na amunicję termobaryczną, będącą mieszaniną ciał stałych, oraz amunicję paliwowo-powietrzną do rozproszenia w powietrzu i eksplozji ciekłych materiałów wybuchowych. Rzeczywiste konstrukcje mogą zawierać zarówno składniki ciekłe, jak i stałe.
W wielu publikacjach bomba paliwowo-powietrzna jest uznawana za rodzaj bomby termobarycznej.
Wybuch bomby termobarycznej, odbywający się w dużym obszarze, nagrzewa ten obszar oraz jego otoczenie. Temperatura jest czynnikiem rażenia, stąd w nazwie termo-. Materiały o właściwościach wybuchu między skupionymi materiałami wybuchowymi a termobarycznymi określane są jako materiały o podwyższonej zdolności podmuchowej.
Bomby termobaryczne nazywane są bombami próżniowymi (vacuum bombs), gdyż za falą wzrostu ciśnienia rozchodzi się fala podciśnienia. Jej wielkość i czas trwania zwiększane są przez podmuch gazów.

## Historia rozwoju

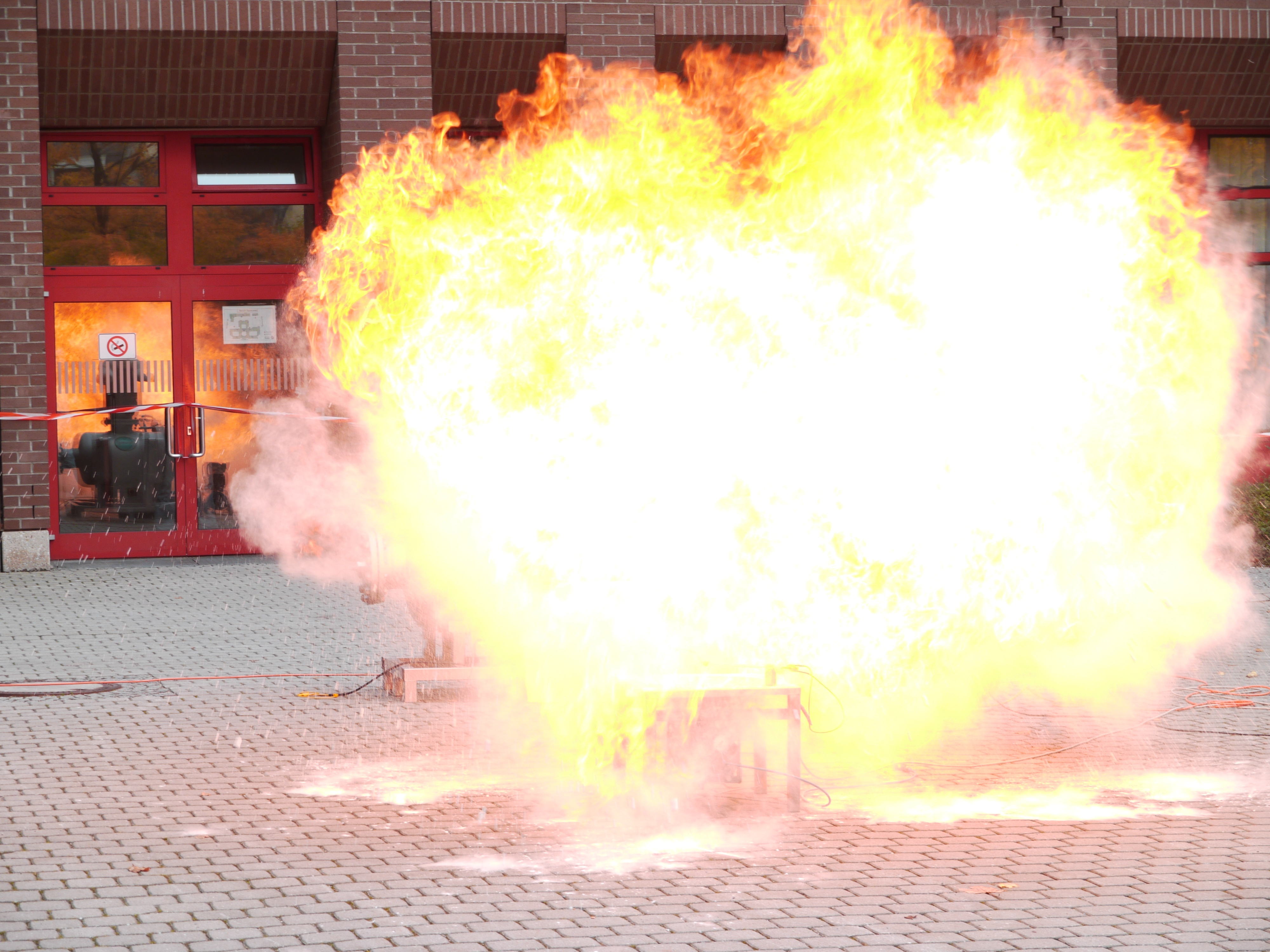
Demonstracja wybuchu mąki rozpylonej w powietrzu

Wybuchy przestrzenne występują jako samoistne zjawisko szkodliwe w przemyśle. Poważnym zagrożeniem są wybuchy rozpylonej mąki w młynach, pyłu węglowego w kopalniach węgla kamiennego, paliwa rozpylonego w powietrzu lub ulatniającego się gazu ziemnego. Niszczące skutki niezamierzonych eksplozji mieszanin wybuchowych typu ciało stałe/gaz oraz mieszanin typu ciecz/gaz spowodowały duże zainteresowanie zjawiskiem wybuchu przestrzennego. Duża siła niszcząca wybuchów przestrzennych wzbudziła zainteresowanie praktycznym wykorzystaniem tego typu wybuchów. W tradycyjnych materiałach wybuchowych znaczną część masy ładunku wybuchowego stanowi utleniacz. Wykorzystanie tlenu z powietrza do reakcji wybuchu zmniejsza masę bomby.
Pierwsze próby skonstruowania bomby wykorzystującej tlen z powietrza oraz rozproszone materiały palne prowadzone były podczas drugiej wojny światowej w Wehrmacht. Grupa naukowców pod kierunkiem austriackiego fizyka Mario Zippermayra, zajmująca się opracowywaniem bomb, w 1943 roku testowała bombę zawierającą 60 kg mieszaniny pyłu węglowego i ciekłego tlenu. Wybuch tej bomby był tak silny, że spowodował wybicie okien w odległości 1,5 km od wybuchu. Po zakończeniu wojny Zippermayr wyjawił Amerykanom, że konstruowane przez niego bomby zawierające sproszkowany węgiel, benzynę i inne substancje mogą osiągnąć efekt zbliżony do wybuchu bomby jądrowej. Prawdopodobnie informacje o osiągnięciach grupy Zippermayra były znane także Radzieckim, gdyż prowadzili po wojnie próby z materiałami wybuchowymi zawierającymi pył węglowy.

## Termobaryczne materiały wybuchowe
Termobaryczne materiały wybuchowe to najczęściej popularne materiały wybuchowe wzbogacone w paliwo, którego spalanie w tlenie z powietrza wzmacnia podmuch fali wybuchu; uzyskuje się to głównie przez dodanie do materiałów wybuchowych proszków metali takich jak magnez czy aluminium lub paliw ciekłych. Reakcje chemiczne takich kompozycji wybuchowych przebiegają w trzech etapach:
- Trwająca kilka mikrosekund reakcje utleniania w fali detonacyjnej materiału wybuchowego. Procesy przebiegające na tym etapie decydują o zdolnościach kruszących kompozycji wybuchowej, na przykład zdolności do przebijania pancerza.
- Trwające setki mikrosekund reakcje spalania przebiegające za falą detonacji. Są to przede wszystkim reakcje produktów detonacji z cząstkami paliwa, zbyt dużymi, by mogły być spalone w fali detonacyjnej. Reakcje spalania po detonacji wpływają na charakterystykę impulsu ciśnienia decydującego o zdolnościach burzących materiału wybuchowego, tzn. zdolności do niszczenia ścian budynków czy bunkrów.
- Trwające dziesiątki milisekund spalanie kropelek paliwa lub pyłu metalu z wykorzystaniem tlenu z powietrza, po rozproszeniu i wymieszaniu ich z powietrzem przez falę uderzeniową generowaną wybuchem i towarzyszące jej turbulencje. Głównym skutkiem procesu dopalania jest ciepło, które podnosi ciśnienie gazów wzmacniając falę ciśnienia i podmuch[3].

Dwa pierwsze etapy występują w klasycznych materiałach wybuchowych; występowanie i dominacja trzeciego etapu wybuchu charakteryzuje materiały termobaryczne. Wzmocnienie w trzecim etapie wybuchu nawet słabej fali podmuchowej stanowi olbrzymie zagrożenie dla ludzi i sprzętu.
Duże ciepło spalania niektórych metali (magnezu i glinu) wynoszące około 20 kJ/g (podczas gdy dla materiałów wybuchowych jest to około 6 kJ/g) sprawiało, że próbowano dodawać metale do materiałów wybuchowych. Problemem jest utworzenie takiej mieszaniny, by drobiny metalu zapaliły się i spaliły odpowiednio szybko, tak by energia cieplna spalania podtrzymała falę ciśnienia wybuchu, a nie nastąpiła później. W tym celu dąży się do jak największego rozdrobnienia metalu, łącznie z zastosowaniem nanotechnologii oraz stosuje dodatki ułatwiające samozapłon rozpylonej mieszanki. Radzieckie bomby termobaryczne stosowane w latach 80 XX w. w Afganistanie zawierały pył magnezu zawieszony w azotanie izopropylu, który ulega samozapłonowi w powietrzu umożliwiając zapłon metalu.
Prowadzano badania nad stałymi i ciekłymi materiałami wybuchowymi. Opracowano kompozytowe materiały wybuchowe, wśród których są materiały typu PBX, w których dodatek polimeru spaja rozdrobnione składniki mieszaniny materiałów wybuchowych.

## Konstrukcje bomb termobarycznych
Bomba termobaryczna musi być tak skonstruowana, by zapewnić odpowiednie rozproszenie paliwa w powietrzu, zapewnienie jego zapłonu oraz spalenie jak największej części paliwa. Konstrukcje te można podzielić na jednolite i warstwowe. W konstrukcjach warstwowych wewnątrz umieszczany jest materiał klasyczny, którego zadaniem jest fragmentacja materiału termobarycznego oraz podniesienie temperatury rozproszonego materiału tak, by umożliwić mu zapłon. Materiał termobaryczny znajduje się na zewnątrz. Układ warstwowy przyjmuje kształt walca bądź kuli.

## Broń termobaryczna

### Konstrukcje radzieckie i rosyjskie
Radzieckie, a później rosyjskie siły zbrojne opracowały termobaryczne warianty amunicji dla kilku swoich broni, takich jak granat termobaryczny TBG-7W o promieniu rażenia około 10 metrów, który można odpalać z granatnika RPG-7. Wyrzutnik GM-94 o kalibrze 43 mm służy do strzelania granatami termobarycznymi na odległość do 300 m; jego granat waży 250 gramów i zawiera 160 gramów materiału wybuchowego, a promień rażenia wynosi 3 m. Użycie GM-94 zaobserwowano podczas walk na Ukrainie, w Kazachstanie, a nawet w Libii. Amunicją w miotaczu granatów RPO-M są pociski z ładunkiem termobarycznym o sile wybuchu równoważnym 5,5 kg TNT, oferujące o 50% większą skuteczność przy masie pocisku mniejszej o 36% od poprzednich konstrukcji. W kierowanych laserem lub falą radiową przeciwpancernych pociskach rakietowych 9M123 (np. 9M133 Kornet, 9M123 Chrizantiema) stosuje się amunicję termobaryczną oraz dwufazową, w której ładunek pierwszej fazy wybija otwór w pancerzu, przez który do wnętrza opancerzonego obiektu wnika i następnie wybucha termobaryczny materiał. Systemy te są na wyposażeniu wielu państw.
Samobieżny system artylerii rakietowej TOS-1A wystrzeliwuje niekierowane termobaryczne rakiety o średnicy 220 mm na odległość do 6 km. Taktyczny rakietowy pocisk balistyczny Iskander-M może być wyposażony w głowicę termobaryczną o masie ładunku 480 kg.
Wiele rodzajów amunicji Sił Powietrznych Federacji Rosyjskiej ma warianty termobaryczne. Rakieta S-8 i S-13 ma na wyposażeniu głowice termobaryczne. Głowica S-13DF waży 32 kg, a jej moc wybuchu równa jest 40 kg TNT. Warianty termobaryczne mają także kierowane bomby lotnicze o dużej mocy. KAB-500KR ma głowicę termobaryczną o masie 250 kg, a sterowana z użyciem GPS bomba typu KAB-1500S o masie 1500 kg ładunek termobaryczny; kula ognia tej drugiej osiąga promień 150 m, a strefa śmiertelna ma promień 500 m.

### USA
Stany Zjednoczone Ameryki opracowały wiele rodzajów amunicji termobarycznej. Wprowadzony w 2003 roku i z powodzeniem stosowany granat 40 mm M1060 przeznaczony do ręcznych granatników ma ładunek termobaryczny. W latach 1994–2004 prowadzono prace nad karabinkiem/granatnikiem XM29, który jako granatnik strzelał amunicją 20 mm. Opracowano do niego wybuchającą w powietrzu amunicję termobaryczną. Projekt został porzucony.
Amunicja termobaryczna stosowana jest też w kierowanych bombach lotniczych, np.: AGM-114 Hellfire. Bomba ma konstrukcję warstwową; zewnętrzna część materiału wybuchowego zawiera materiał wybuchowy typu metal augmented charge (MAC). Materiały tego typu zawierają proszek aluminium, którego drobiny są otoczone substancją ułatwiającą zapłon.
Przykładami lotniczych bomb paliwowo-powietrznych, będących na wyposażeniu USAF, są: BLU-73, BLU-95 500-lb, BLU-96, CBU-55, CBU-72.

### Polska
Wojska Specjalne mają na wyposażeniu amunicję TB. Uzbrojenie używające jej to m.in. 60 mm moździerz LRM vz. 99 ANTOS oraz granatnik przeciwpancerny RPG-75.
Siły Powietrzne Sił Zbrojnych Rzeczypospolitej Polskiej mają na wyposażeniu bombę termobaryczną o masie 100 kg LBPP-100.

### Największe bomby

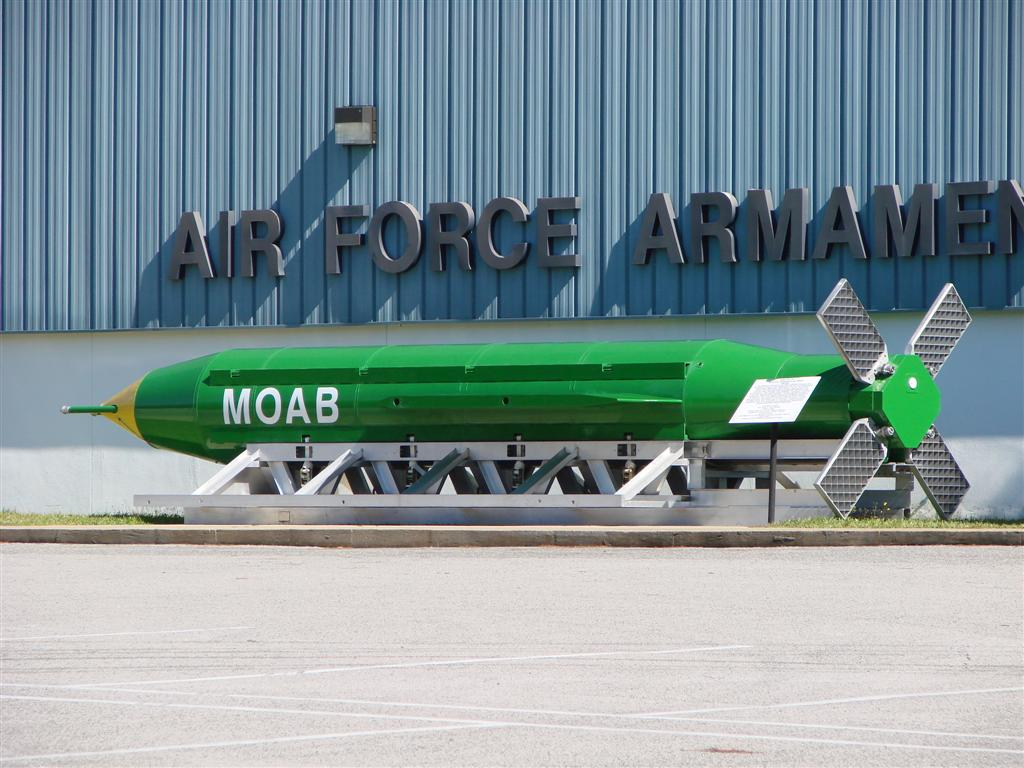
Model bomby MOAB prezentowany przed Air Force Armament Museum w Eglin Air Force Base

Za największą bombę termobaryczną uznaje się niekierowaną rosyjską bombę paliwową zwaną Ojcem wszystkich bomb. Według źródeł rosyjskich wybuch tej bomby stanowi odpowiednik wybuchu 44 ton TNT, a wykorzystuje ona 7,8 tony materiału wybuchowego (w postaci mieszaniny sproszkowanego aluminium, azotanu amonu i tlenku etylenu wytworzonej przy użyciu nanotechnologii). Do 2017 roku nie użyto jej w działaniach bojowych.
Największą bombą termobaryczną USA jest paliwowo-powietrzna bomba GBU-43/B MOAB zwana matką wszystkich bomb. Jest to kierowana przez GPS bomba o masie 9800 kg, zawierająca około 8500 kg materiału wybuchowego H6 o sile wybuchu odpowiadającej 11 tonom TNT.
Bomba została użyta po raz pierwszy w warunkach bojowych 13 kwietnia 2017 roku w Afganistanie.

## Bomba termobaryczna jako przyczyna katastrofy w Smoleńsku
Podkomisja smoleńska badająca katastrofę polskiego Tu-154 w Smoleńsku na konferencji 11 kwietnia 2017 roku przedstawiła film sumujący dotychczasowe ustalenia podkomisji. Za główną przyczynę katastrofy uznano wybuch bomby termobarycznej w samolocie. Taka wizja przebiegu katastrofy została skrytykowana jako niezgodna ze skutkami i zapisami w urządzeniach rejestrujących. Podobne konkluzje podkomisja przedstawiła w raporcie w 2022 r.